# Губернаторы Иль-де-Франса
Провинция Иль-де-Франс — регион Французского королевства.

## Территориальное деление
Провинция Иль-де-Франс состояла из 11 областей:

Области Иль-де-Франса

1. Собственно Иль-де-Франс (изначальный), иначе именуемый Паризи или Французской землей (pays de France): северная часть Парижа, города Аржантёй, Даммартен-ан-Гоэль, Гонесс, Люзарш и Сен-Дени.
2. Ланнуа: Лан, Брюйер, Корбени, Кран, Крепи-ан-Ланнуа, Нёшатель-сюр-Эн, Нотр-Дам-де-Льес и Сиссонне.
3. Нуайонне: Нуайон, Жанлис и Шони.
4. Суассонуа: Суассон, Анизи-ле-Шато, Блеранкур, Брен, Вайи, Куш-ле-Шато и Нёйи-сюр-Фрон.
5. Валуа: Санлис, Аси-ан-Мюльтьян, Компьен, Крепи-ан-Валуа, Ла-Ферте-Милон, Нантёй-ле-Одуэн, Санлис, Вербери и Виллер-Котре.
6. Бовези: Бове, Бомон-сюр-Уаз, Бюль, Шамбли, Клермон, Крей, Жерберуа, Марсей, Мелло, Мерю, Муи, Пон-Сен-Максанс, Сонжон.
7. Французский Вексен: Понтуаз, Шар, Шомон-ан-Вексен, Маньи и Марин.
8. Мантуа: Мант, Ане, Бю, Версаль, Дрё, Мёлан, Монфор-л'Амори, Пуасси, Рамбуйе, Сен-Жермен-ан-Ле, Сен-Леже-ан-Ивелин, Удан и Эпернон.
9. Юрпуа: Дурдан, Арпажон, Корбей, Ла-Ферте-Але, Лонжюмо, Монлери, Рошфор, Сент-Арну, Со и Шеврёз.
10. Французское Гатине: Немур, Бомон-ан-Гатине, Мийи, Монтро-Фот-Йон, Море, Пон-сюр-Йон, Фонтенбло, Шато-Ландон, Шеруа и Эгревиль.
11. Французское Бри: Мелён, Бри-Конт-Робер, Вильнёв-Сен-Жорж, Донмари, Жуи-ле-Шатель, Ланьи-сюр-Марн, Нанжи, Розуа, Турнан и Шом.

## Губернаторы Иль-де-Франса
- 1419 — Пьер де Люксембург, граф де Сен-Поль
- 1429 — Шарль де Бурбон, граф де Клермон
- 1433 — Этьен де Виньоль, называемый Ла-Ир
- 1435 — Луи де Люксембург, епископ Теруана
- 1436 — коннетабль Артюр де Ришмон
- 1465 — Шарль де Мелён, сеньор де Нантуйе
- 1465 — Шарль д’Артуа, граф д’Э
- 1466 — Андре де Лаваль-Монморанси, маршал Франции
- 1472 — Шарль де Гокур
- 1479 — Шарль I д'Амбуаз
- 1482 — Жан Алардо, епископ Марсельский
- 1483 — герцог Луи Орлеанский
- 1493 — Жильбер де Бурбон, граф де Монпансье
- 1495 — Шарль II д'Амбуаз
- 1496 — Гийом де Пуатье
- 1515 — Шарль де Бурбон, герцог Вандомский
- 1519 — Франсуа де Бурбон, граф де Сен-Поль
- 1522 — Пьер Фийоли, архиепископ Экс-ан-Прованса
- 1526 — Микеле Антонио дель Васто, маркграф Салуццо
- 1529 — Франсуа II де Латур д’Овернь, виконт де Тюренн
- 1532 — Антуан де Ларошфуко
- 1534 — Франсуа де Монморанси-Ла-Рошпо
- 1551 — Гаспар II де Колиньи
- 1556 — Франсуа де Монморанси
- 1579 — Рене де Вилькье
- 1587 — Франсуа д’О, сеньор де Френ
- 1592 — Кретьен де Савиньи, сеньор де Рон
- 1594 — Антуан IV д’Эстре
- 1600 — Франсуа де Лагранж, сеньор де Монтиньи
- 1607 — Шарль дю Плесси-Лианкур, граф де Бомон-сюр-Уаз
- 1620 — Эркюль де Роган, герцог де Монбазон
- 1648 — Франсуа-Аннибаль д’Эстре
- 1670 — Франсуа-Аннибаль II д’Эстре
- 1687 — Франсуа-Аннибаль III д’Эстре
- 1698 — Луи-Арман д’Эстре
- 1719 — Луи-Анри де Латур д’Овернь, граф д’Эврё
- 1741 — герцог Шарль-Арман-Рене де Латремуй
- 1741 — Луи-Анри де Латур д’Овернь
- 1742 — Франсуа-Жоашен-Бернар Потье де Жевр, герцог де Жевр
- 1757 — Луи-Леон Потье де Жевр, герцог де Трем
- 1774 — Луи-Жоашен-Пари Потье де Жевр, герцог де Жевр